# Gustav Schrenk

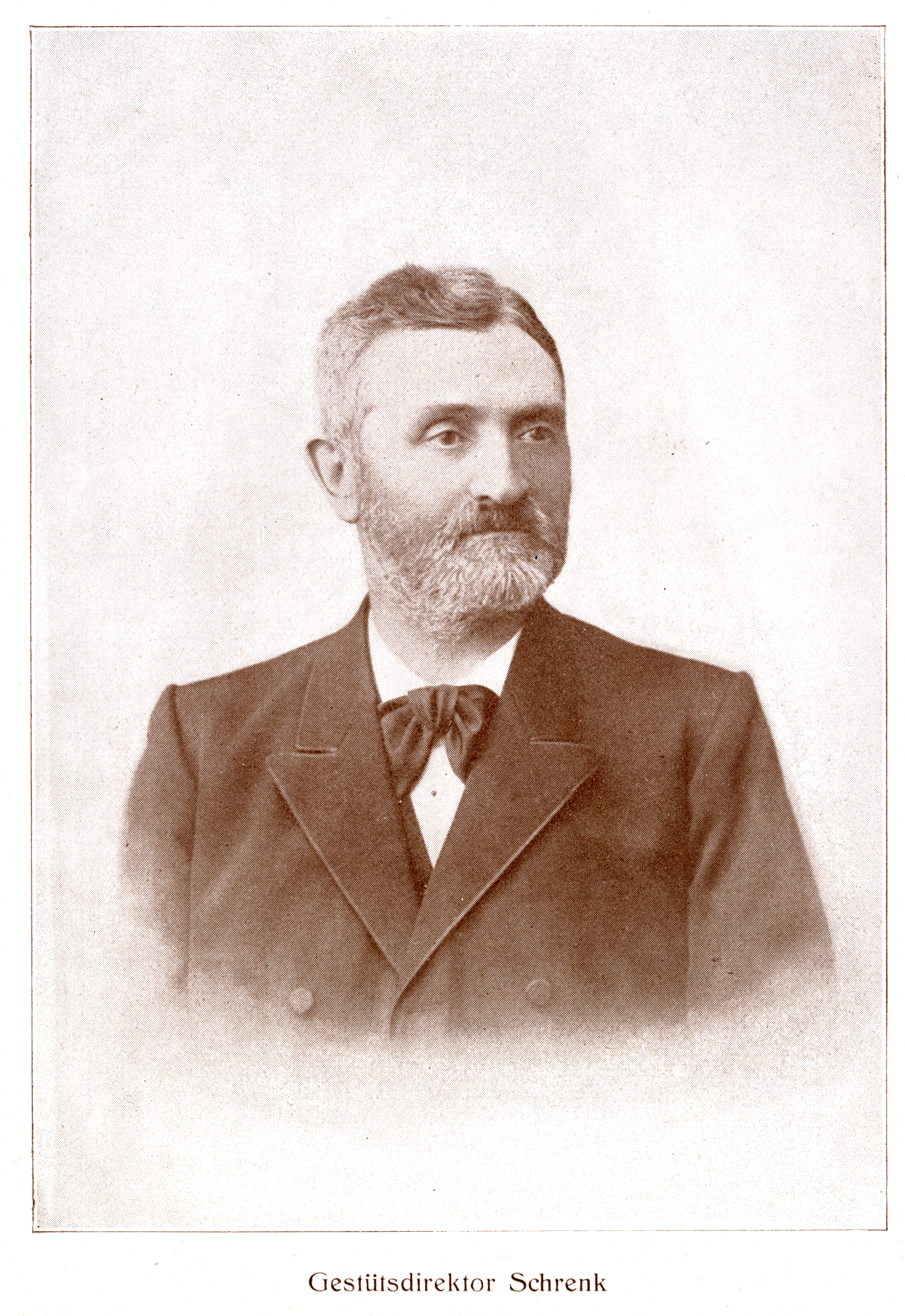
„Gestütsdirektor Schrenk“

Gustav Schrenk, vollständiger Name Friedrich Gustav Schrenk (geboren 24. November 1833 in Niedernstöcken bei Mandelsloh; gestorben 11. Februar 1914 in Hannover) war ein deutscher Tierarzt, Pferdezüchter und langjähriger Gestütsdirektor des königlichen Hofgestüts in Hannover-Herrenhausen.

## Leben
Schrenk wurde Ende 1833 im Königreich Hannover als einziges Kind wohlhabender Eltern in Niedernstöcken geboren. Er absolvierte das Hermann-Billung-Gymnasium in Celle und studierte an der Tierarnzeischule in Hannover, an der er seine tierärztliche Fachprüfung mit Auszeichnung bestand. Nachdem er einige Zeit als praktischer Tierarzt in Oederquart im Kreis Kehdingen gewirkt hatte, trat er bei den Celler Cambridgedragonern als „Regimentspferdearzt“ ein. In Celle lernte er den am Landgestüt Celle angestellten Oberrossarzt und Pferdezüchter Jobst Ernst Warnecke kennen. Warnecke hatte aus seiner eigenen Zucht beispielsweise die Vollbluthengste Hornist, Tambour und Mulatte und den Halbluthengst Croat gezüchtet, womit er bei Schrenk wohl eine Neigung zur Gestütslaufbahn weckte. Am 29. April 1858 trat Schrenk zudem der Celler St. Johannis Freimaurerloge Zum Hellleuchtenden Stern bei.
Am 1. Oktober 1859 übernahm Schrenk die Leitung des Königlich Hannoverschen Hofgestüts in Neuhaus im Solling. Da in den hohen und rauhen, wenig fruchtbaren Bergweiden die für den Königlichen Marstall bestimmten Pferde nicht richtig gediehen, zu klein blieben und den Anforderungen als leistungsfähige Wagenpferde nicht genügen konnten, wurde der Umzug des Gestüts nach Herrenhausen geplant. Nach dem Deutschen Krieg und der Annexion des Königreichs Hannover durch Preußen drohte mehrfach die Auflösung des Gestüts. Schließlich übersiedelte Schrenk 1867 mit nur wenigen Zuchtstuten in das Herrenhäuser Gestüt über, wo eine rationellere Aufzucht und vor allem durch die Marschwiesen an der Leine bessere Entwicklungsmöglichkeiten für die Pferde möglich wurden.
Zu Schrenks vornehmsten Aufgaben gehörte die Remontierung des Marstalls anfangs in Hietzing, später in Gmunden für die ins österreichische Exil geflohenen Welfen. So logierte der „Gestütsinspector aus Hannover“ beispielsweise im Juli 1894 in Begleitung seiner beiden Töchter im Gmundener Hotel Schiff.
Daneben entwickelte Schrenk in Herrenhausen eine rege Tätigkeit als Züchter von Deckhengsten. Diese lieferte er vor allem an die preußische Staatsgestütsverwaltung, seltener auch an kleinere Gestüte abgab. Insgesamt züchtete er rund 200 „Landbeschäler“. Zu seinen bedeutendsten Hengsten zählten der später nach Ostpreußen geführte Vollbluthengst Adeptus, während Cicero der bedeutendste der erfolgreichste Vollblutbeschäler in der Geschichte der hannoverschen Landespferdezucht wurde. Die eher kleine Zucht von Weißgeborenen und Isabellen machten das Herrenhäuser Gestüt zwar auch bei Laien weithin bekannt, waren für Schrenk jedoch nebensächlich und hatten mehr zoologischen Charakter. 1892 stellte er diese Zucht ein.

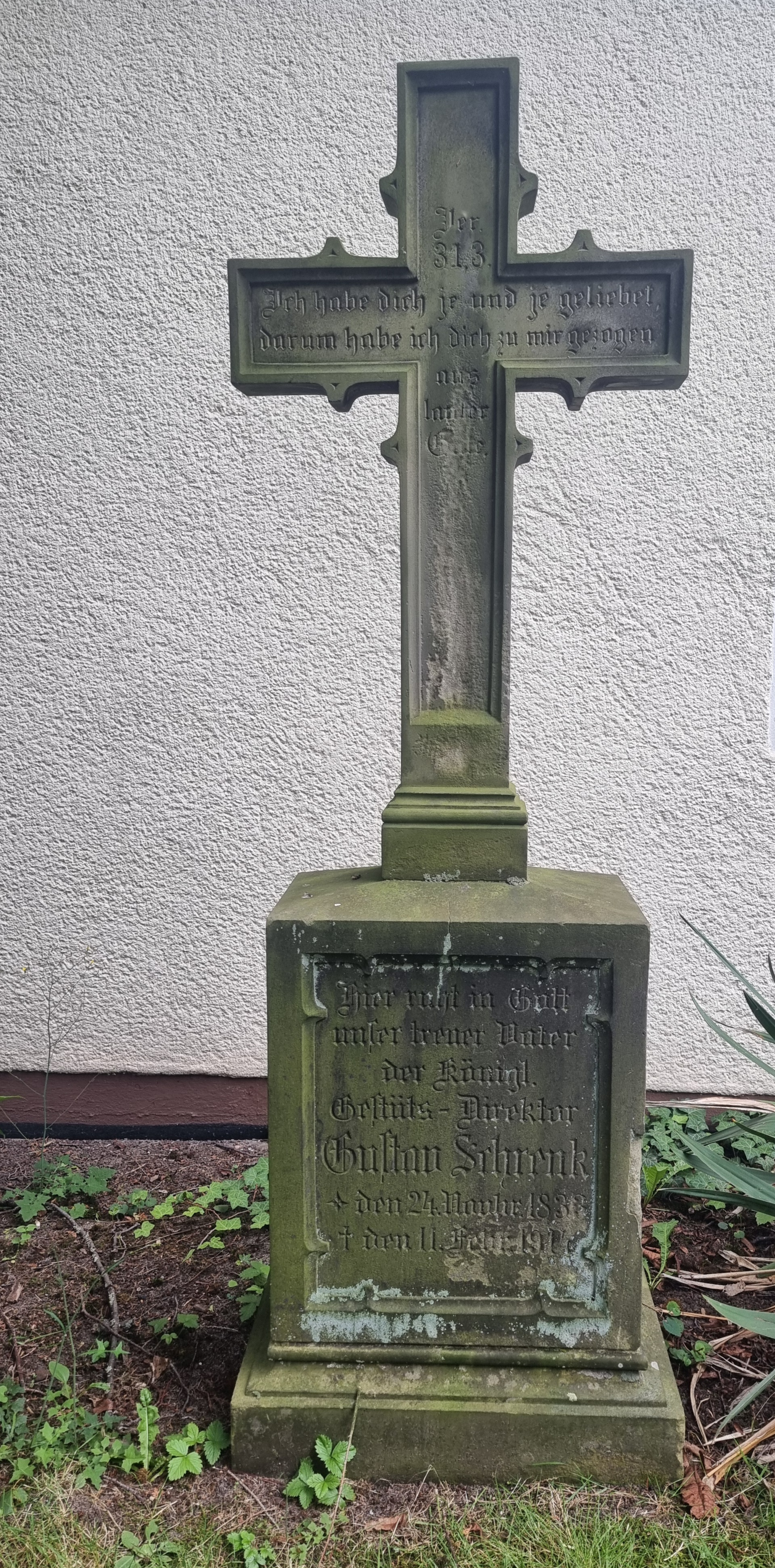
Grabkreuz für den Königlichen Gestüts-Direktor auf dem Herrenhäuser Friedhof

1904 ging Gustav Schrenk in den Ruhestand, im selben Jahr schenkte ihm Ernst August, Herzog von Cumberland die von dem hannoverschen Goldschmied Carl Büsch plastisch gestaltete Tischfigur aus Silber auf hölzernem Sockel; das nach dem Vorbild des Bildhauers Albert Wolff geschaffene springende Sachsenross. Das Kunstwerk gelangte später in das Historische Museum Hannover.
Gustav Schrenk bewohnte in seinem Todesjahr 1914 das Haus Nienburger Straße 8 und starb 1914 im Alter von 80 Jahren in Hannover.

## Archivalien
Archivalien von und über Gustav Schrenk finden sich beispielsweise
- im NiedersächsischenLandesarchiv (Abteilung Hannover) im Depositum Dep. 103 XXI In Gmunden fortgeführte Zentralakten, darunter beispielsweise
  - die Verzeichnung Bericht des Gestütsdirektors Gustav Schrenk von Herrenhausen an den Herzog von Cumberland für die Laufzeit von 1888 bis 1891, Archivsignatur NLA HA, Dep. 103 XXI, Nr. 791[8]